# Gustavo Moncayo

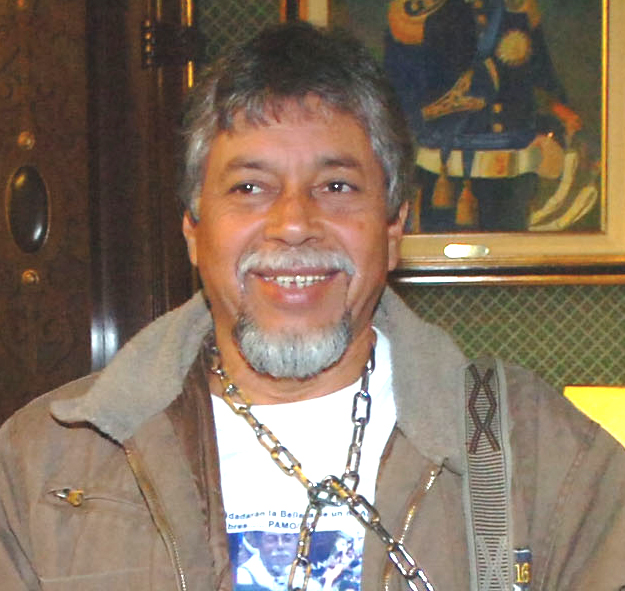
Gustavo Moncayo 2008

Gustavo Moncayo (* 29. November 1952 in Kolumbien; † 15. November 2022 in Pasto) war Lehrer in einem kleinen Dorf in der abgelegenen Provinz Nariño im Südwesten Kolumbiens. Bekanntheit erlangte er als Friedensaktivist.

## Leben
Gustavo Moncayo verließ am 17. Juni 2007 zu Fuß seinen Heimatort Sandoná, um in das über 1000 Kilometer weit entfernte Bogotá zu wandern.
Hintergrund seiner langen Wanderung in die kolumbianische Hauptstadt ist die Entführung seines Sohnes Pablo Emilio im Jahre 1997 durch die Guerillagruppe FARC. Sein Sohn arbeitete damals in einer Kommunikationsstation des Militärs in Nariño. Bei dem Überfall starben zehn Soldaten, vier wurden verletzt und 18 junge Männer entführt.
Der «caminante de la paz» (deutsch: „Friedensläufer“) wurde zum nationalen Symbol für eine humane Lösung des Konfliktes. Sein Ziel ist es, Regierung und Farc durch öffentlichen Druck zu einem möglichst baldigen Gefangenenaustausch zu bewegen. Auf seinem langen Fußmarsch sammelte Moncayo, der sich symbolisch Hände und Füße angekettet hatte, über 2 Millionen Unterschriften für eine gewaltfreie Lösung des Konflikts. Am 1. August 2007 übergab Moncayo vor Zehntausenden auf dem zentralen Bolívar-Platz in Bogotá Präsident Álvaro Uribe seine Unterschriftensammlung. Danach kampierte der Volksheld in einem Zelt auf dem zentralen Bolívar-Platz mit der Absicht, so lange dort auszuharren, bis sein Sohn frei ist.
Auf einer Reise durch mehrere Länder Europas traf Moncayo am 11. Oktober 2007 Papst Benedikt XVI. bei einer persönlichen Audienz in Rom, um über die Problematik in Kolumbien zu sprechen. Am 22. Oktober 2007 erhielt Moncayo in Berlin den mit 5.000 € dotierten Friedenspreis 2007 der „Gemeinnützige Dr. Heinz Umpfenbach und Wolfgang Hübner Friedens-Stiftung“. Am 19. November 2007 begann Moncayo in Bogotá einen neuen Fußmarsch nach Caracas (Venezuela) zur Unterstützung der venezolanischen Vermittlung im Kolumbienkonflikt. Nach Vermittlung der Senatorin Piedad Córdoba ließ die FARC seinen Sohn am 30. März 2010 nach über zwölf Jahren Geiselhaft im Grenzgebiet der Departamentos Meta und Caquetá frei. Eine Delegation mit der Senatorin und Vertretern des Roten Kreuzes brachte ihn mit einem Hubschrauber der brasilianischen Armee nach Florencia, wo er seinem Vater symbolisch die Ketten abnahm.
Nach der Freilassung seines Sohnes Pablo Emilio äußerte dieser Kritik an der Militärpolitik der Regierung. Daraufhin erhielten Pablo Emilio, er selbst und andere Familienmitglieder eine Serie von Morddrohungen. Nachdem die Regierung auf Hilfsgesuche der Familie nicht reagierte, ging der Sohn ins Exil nach Italien und will sich von dort für ein humanitäres Abkommen zum Austausch der politischen Gefangenen von Regierung und Guerilla einsetzen.